# Sníh na schodišti

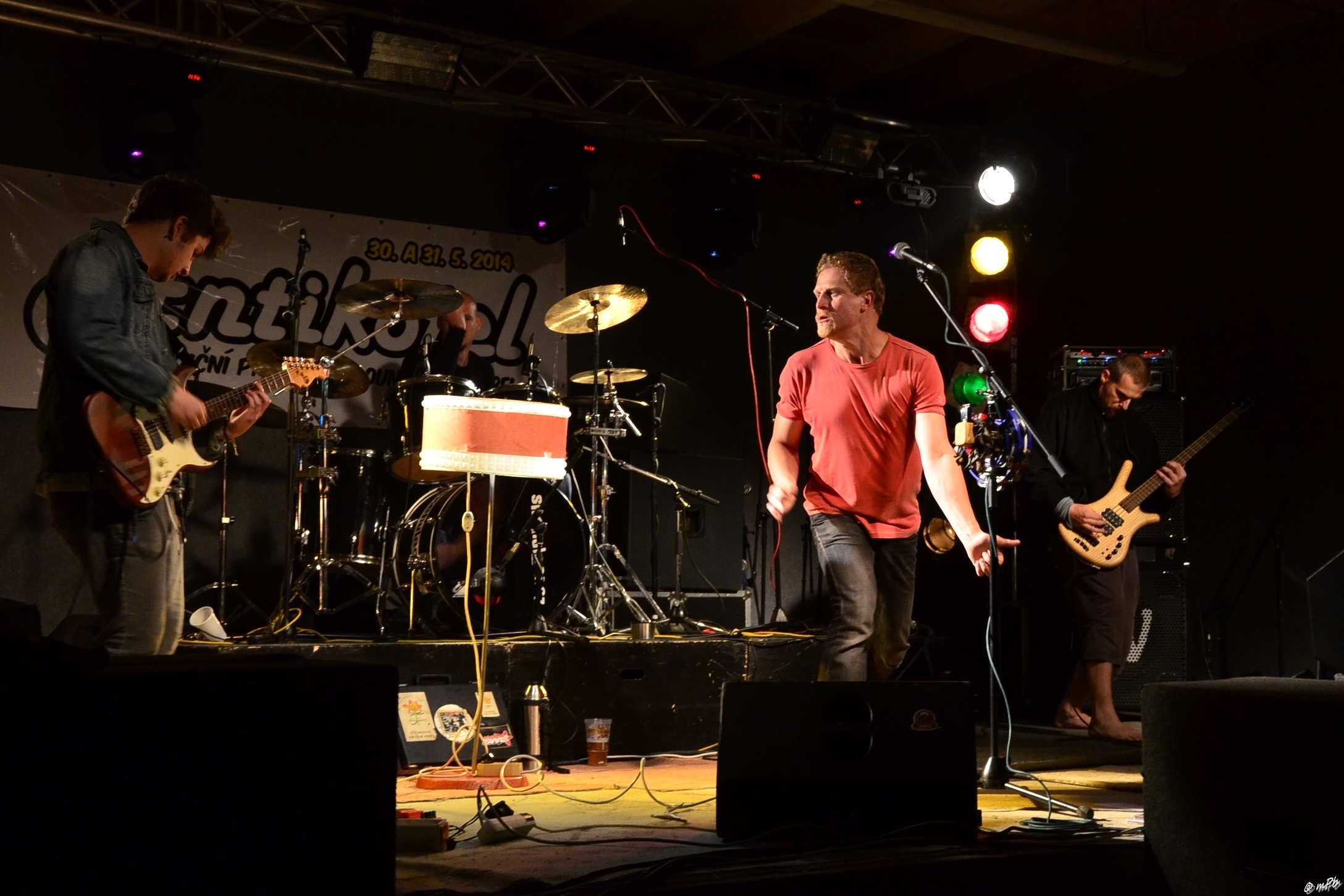
Sníh na schodišti v roce 2014

Sníh na schodišti (známá také jako Sněhuláci) byla rocková hudební skupina z Ústí nad Labem, která kombinovala žánry jako alternativní rock, nová vlna, pop či funky. Skupina vznikla v druhé polovině roku 2002 a zanikla posledním koncertem na Antikotli v Lounech 28. května 2016. Skupina pořádala také každoročně ústecký Prvomájový VŠ Bar Fest.

## Alba
- jaro 2003 – Rock´s´Něhu[1]
- 2006 – Vrány vleže[4][5]
- 1. prosince 2008 – To se nám hodí (50:02)[4][6][3]
- duben 2016 – Cokoli Opět (demo na rozloučenou)[7]

## Sestava
V roce 2007 hrála kapela se sestavou Joska „Troska“ Hájek (texty, zpěv, foukací harmonika), Karel „Carlos“ Opatrný (basa), Aleš „NADr.Alík“ Hájek (bicí) a Michal „Majk“ Havel (kytara). V roce 2009 přibyl pozounista David, pozoun tak nahradil trubku. V roce 2014 odešel Michal a na jaře se po nějakém čase stal novým kytaristou Ondřej. V dubnu 2015 ho nahradil „Póža“.

## Ocenění
V roce 2008 skupina vyhrála soutěž Naděje Beatu pořádanou rádiem Beat. V roce 2010 byla skupina druhá v soutěži Rock Nymburk.